# Tonke Dragt
Antonia Johanna Willemina Dragt conocida como Tonke Dragt (Batavia, actual Yakarta, 12 de noviembre de 1930-La Haya, 12 de julio de 2024) fue una escritora neerlandesa de literatura infantil y juvenil.

## Biografía
Tonke Dragt estuvo internada con su madre y sus hermanas en Tjideng, un campo de internamiento japonés para mujeres y niños durante la Segunda Guerra Mundial, en Batavia (Indias Holandesas). Fue allí donde empezó a escribir. Concluida la guerra, se trasladó a La Haya (Países Bajos), donde estudió Bellas artes antes de convertirse en profesora de dibujo. Allí publicó su primer libro Aventuras de dos gemelos diferentes.
Un año después, publicó Carta al rey, que recibió diversos premios: Mejor Libro Juvenil del año y el Griffel der Griffels —Premio de los Premios—, reconocido como el mejor libro juvenil de los últimos cincuenta años (2004). En 2020, Netflix estrenó una serie de seis episodios basada en la novela y protagonizada por Amir Wilson.
Fue la autora seleccionada para representar a Países Bajos en el premio internacional Hans Christian Andersen en 2012 y 2022, en la categoría Escritura.
En 2022 y 2023, fue seleccionada para el prestigioso premio sueco, el premio Memorial Astrid Lindgren.

## Obras publicadas en español
Ediciones Siruela ha publicado diversas obras de Tonke Dragt: Aventuras de dos gemelos diferentes, Carta al rey, Alto como una torre, ancho como el mar, Las torres de febrero, Piedra de luna azul, La ventana maldita, El secreto del relojero, El enigma del séptimo paso y Los secretos del bosque salvaje, continuación de Carta al rey.

## Premios y distinciones
- Libro infantil del año, antepasado del premio Gouden Griffel (1963)
- Premio Nacional de Literatura Infantil y Juvenil (1976).[5]
- Griffel der Griffels (2004)
- Seleccionada para el Premio Hans-Christian-Andersen, en la categoría Escritura (2012 y 2022).[3]
- Seleccionada para el Premio Memorial Astrid Lindgren (2022 y 2023).[4]